# Le Souper à Emmaüs (Le Caravage, Londres)
Pour les articles homonymes, voir Le Souper à Emmaüs (Le Caravage, Milan).
Ne doit pas être confondu avec La Cène d'Emmaüs.
Le Souper à Emmaüs ou la Cène à Emmaüs est un tableau de Caravage peint vers 1601 et conservé à la National Gallery de Londres. Il existe une seconde version de ce tableau datant de 1606 et conservée à l'Académie des beaux-arts de Brera de Milan.
Il s'agit d'une commande de Ciriaco Mattei, qui représente le moment où les pèlerins d'Emmaüs réalisent brutalement qu'ils ont face à eux le Christ ressuscité.

## Historique
Ce tableau est une commande originelle de Ciriaco Mattei qui débourse 150 écus pour l'acquérir auprès de Caravage. La toile a d'ailleurs pu être exécutée avant 1601, l'année où le peintre séjournait dans le palazzo Mattei. Comme aucun inventaire de Mattei n'en fait état par la suite, il est possible que la toile ait été rapidement rachetée par le cardinal Scipione Borghese, que Bellori désigne même par erreur comme le commanditaire.

## Description
Cette scène issue du Nouveau Testament (rapidement évoquée par saint Marc, mais beaucoup plus en détail par saint Luc) est traitée à la lettre par Caravage : Jésus, ayant ressuscité après sa crucifixion, est réputé apparaître à deux de ses disciples mais sous d'autres traits que ceux qu'il avait jusqu'alors (en effet, il est ici représenté jeune et imberbe). Après avoir conversé avec eux le long de la route qui les mène à Emmaüs, le soir venu, tous trois s'arrêtent pour se restaurer : c'est alors le moment de la révélation traité par le tableau.

« Pendant qu’il était à table avec eux, il prit le pain ; et, après avoir rendu grâces, il le rompit, et le leur donna. Alors leurs yeux s’ouvrirent, et ils le reconnurent ; mais il disparut de devant eux. »

— Évangile selon saint Luc : 24, 13 (traduction L.Segond).
La scène suit la tradition vénitienne de la composition centrale héritée de Titien et de Véronèse. Le Christ assis à table, vu de face, est entouré de deux de ses disciples, Cléophas vu de trois-quarts dos à gauche et l'autre disciple (peut-être Philippe) à droite ; l'aubergiste est debout derrière à gauche, tous l'écoutent.
Une coupe à fruits semble en équilibre sur le bord de la table.

## Analyse
Le disciple de droite écarte les bras, rappelant le Christ en croix ; l'autre disciple, à gauche, adopte une pose de surprise, prêt à bondir. L'aubergiste, à l'écart, est dubitatif. Une volaille, en nature morte, symbolise la mort.
L'historien de l'art Alfred Moir insiste sur la forte influence de l'art de Moretto da Brescia, dans la virtuosité technique comme dans la qualité de la lumière. Cette lumière vient de la gauche, ce qui est habituel ; mais le jeu des ombres pose des problèmes, en particulier pour l'ombre de l'aubergiste qui devrait se projeter sur le visage du Christ. Une autre incohérence technique apparaît dans la main droite du disciple qui se tient les bras écartés : cette main est démesurément grande.

## Parcours du tableau
Grâce aux découvertes de Francesca Cappelletti et Laura Testa dans les archives de la famille Mattei, la provenance et la datation du tableau sont désormais bien connues. Une fois acquis par le cardinal Borghese, le tableau reste aux mains de sa famille jusqu'en 1801, date à laquelle il est vendu à un antiquaire français ; puis il passe en 1831 dans la collection de George Vernon, et enfin entre à la National Gallery de Londres en 1839 où il est conservé aux côtés de deux autres toiles de Caravage : la seconde version du Garçon mordu par un lézard et la première version de Salomé avec la tête de saint Jean-Baptiste.